# Hospital Dr. Sótero del Río
El Complejo Asistencial Dr. Sótero del Río es un hospital público chileno ubicado en la comuna de Puente Alto, en la zona sur oriente del área metropolitana del Gran Santiago. Con una población asignada de alrededor de un millón y medio de habitantes, es el hospital público que atiende la mayor cantidad de pacientes en el país. Es un centro asistencial de alta complejidad, por lo que es hospital base del Servicio de Salud Metropolitano Sur Oriente, que atiende a las comunas de Puente Alto, La Florida, San Ramón, La Granja, La Pintana, San José de Maipo y Pirque.
El recinto sanitario debe su nombre al médico cirujano Sótero del Río Gundián, uno de los siete médicos con los que comenzó a operar la institución, quién posteriormente tuviese una activa vida política, siendo ministro de Estado en carteras como Salud Pública e Interior en los gobiernos de los presidentes radicales Juan Esteban Montero, Juan Antonio Ríos, Gabriel González Videla y del independiente Jorge Alessandri.

## Historia
Los inicios del hospital se remontan a la construcción del Sanatorio El Peral, el más grande de su tipo en el país, durante los años '30;
la obra consistía en un edificio de 5 plantas con amplias terrazas y 300 camas de capacidad que demoró 8 años en ser concluida. El establecimiento fue inaugurado el 14 de mayo de 1938, oportunidad en la cual fue nombrado Director el doctor Alfredo Leonardo Bravo. El recinto fue destinado inicialmente al tratamiento de pacientes tuberculosos, que en esa época constituían uno de los principales problemas de salud en el país. 
En esa época el tratamiento de los pacientes tuberculosos se reducía básicamente a supervisar su evolución clínica. Muy pronto los médicos del hospital plantearon la necesidad de realizar en el establecimiento cirugías toráxicas para tratar de salvar la vida a los enfermos más graves y explorar en la curación de otras patologías pulmonares. Esto significó el inicio de un largo camino hasta obtener la autorización respectiva en 1943, una vez que el Dr. Sótero del Río fue nombrado Ministro de Salubridad. Al incorporarse la tecnología quirúrgica, el establecimiento ascendió de categoría y pasó a llamarse “Hospital Sanatorio El Peral”, lo que implicó también duplicar el número de camas.
A mediados de siglo, el perfil epidemiológico del país había cambiado y la disminución de la incidencia de tuberculosis significó que el Hospital reorientara su acción hacia otras actividades clínicas como los servicios de medicina y cirugía general. Algunos años más tarde se sumaron los servicios de pediatría y maternidad. En 1963 y bajo la dirección del Dr. Salvador Díaz, se le reconoció al establecimiento la categoría de Hospital General por contar con las cuatro especialidades básicas de la Medicina.
A fines de 1966, gracias a un acuerdo del Consejo de Salud, se autorizó el uso del Hospital Sanatorio El Peral para la docencia exclusiva de la Facultad de Medicina de la Universidad Católica. La universidad invirtió en personal y tecnología, gracias a lo cual éste se transformó en el Hospital Base del Área Sur Oriente de Santiago. El crecimiento del hospital no se detuvo; la Fundación Josefina Martínez de Ferrari cedió su edificio de 5 pisos para su uso al Servicio de Pediatría. En 1980, se crea el Sistema Nacional de Servicios de Salud, por lo cual el Área Sur Oriente pasó a denominarse Servicio de Salud Metropolitano Sur Oriente, el cual debe coordinar los hospitales y consultorios de la zona.
En la década del 90, el hospital es favorecido por el crédito de Cooperación Alemana, lo cual significó renovar parte de la infraestructura y equipamiento de última generación en diversas áreas. En el año 2005, el establecimiento se fusionó con el Centro de Diagnóstico Terapéutico Dr. Juan Pefaur; integración que dio paso a una nueva estructura organizacional, por lo que el hospital pasó a denominarse “Complejo Asistencial Dr. Sótero del Río”.

## Infraestructura
El Hospital Sótero del Río es un centro hospitalario de alta complejidad (Tipo 1) por lo que su infraestructura es una de las mayor superficie del país. El Complejo asistencial está compuesto por:
- 4 Blocks
- 3 Servicios de Urgencia
- 25 Pabellones
- 125 Box de atención ambulatoria
- Centro Nefrológico
- Centro Oftalmológico
- Imagenología (TAC, RMN, medicina nuclear, etc.)
- Farmacia
- Medicina Transfusional
- Laboratorio
- Anatomía patológica
- Esterilización
- Alimentación Central

## Nuevo Hospital Sótero del Río
El día 22 de noviembre de 2011, tras años de tratativas, se efectuó la compraventa de un gran terreno de 30 hectáreas ubicado al frente del actual Hospital Sótero del Río. Con esto se anunció la construcción del nuevo Hospital Sótero del Río que tendrá más de 160.000 metros cuadrados de construcción y una capacidad de más de 700 camas, lo que convertirá a este centro asistencial en el hospital público más grande del país. Se espera que esté listo el año 2027. Su modalidad de construcción se proyecta que sea bajo el sistema de concesiones hospitalarias, tal como se hizo en los nuevos hospitales de Maipú y La Florida.

## Ubicación y conectividad urbana
El Hospital Sótero del Río se localiza en la comuna de Puente Alto, más precisamente a la altura del paradero 30 de Avenida Vicuña Mackenna que en territorio puentealtino recibe el nombre de Avenida Concha y Toro, donde se ubica en el número 3459. Atiende a un total de siete comunas del área sur-oriente del Gran Santiago.

### Conectividad urbana
Frente al hospital, en plena Avenida Concha y Toro se ubica la estación  Hospital Sótero del Río de la Línea 4 del Metro de Santiago. Esta se ubica en un viaducto elevado sobre la avenida, pero posee mesanina y salidas subterráneas que dan hacia la entrada del complejo hospitalario, para comodidad de las personas con movilidad reducida que asisten a este centro asistencial.
En las inmediaciones del Hospital existen seis paraderos del Red Metropolitana de Movilidad, los cuales corresponden a las paradas del Metro Sótero del Río:
| Paradero/ Código                        | Recorridos |
| --------------------------------------- | --- |
| Parada 1 / Metro Sótero del Río (PF758) | 210 (Puente Alto) - 210e (Puente Alto) - 213e (Puente Alto) - F13 (Bajos de Mena) - F15 (Bajos de Mena) - F30n (Bajos de Mena)                                                                          |
| Parada 2 / Metro Sótero del Río (PF272) | F05 (Pie Andino) - F06 (Pie Andino) - F08 (Diego Portales) - F14 (Metro Plaza de Puente Alto) - F20 (Pie Andino) - F24 (Casas Viejas) - F27 (Villa Portezuelo Oriente)                                  |
| Parada 3 / Metro Sótero del Río (PF311) | E16 (Gabriela) - F05 (Metro La Cisterna) - F06 (Metro La Cisterna) - F08 (Villa Padre Hurtado) - F14 (Villa Padre Hurtado) - F20 (Metro La Cisterna) - F24 (Ciudad del Sol) - F27 (Villa Padre Hurtado) |
| Parada 4 / Metro Sótero del Río (PF759) | 210 (Estación Central) - 210e (Estación Central) - 213e (Plaza Italia) - F30n (La Moneda) |
| Parada 5 / Metro Sótero del Río (PF746) | 226 (Nonato Coo) |
| Parada 6 / Metro Sótero del Río (PF748) | 226 (Centro) - E16 (Metro Santa Rosa) - F13 (Mall Plaza Tobalaba) - F15 (Metro Elisa Correa) |